# Osječkopoljska i baranjska eparhija
Osječkopoljska i baranjska eparhija, eparhija Srpske pravoslavne Crkve u Hrvatskoj. Sjedište eparhije je u Dalju, gdje se nalazi ljetna rezidencija srpskih patrijarha. Episkop eparhije je Heruvim (Đermanović).

## Organizacija
Sveti arhijerejski sabor Srpske pravoslavne crkve 1991. godine uspostavio je i obnovio Osečkopoljsku eparhiju i pridružio joj cijelu Baranju, tako da je ona dobila današnji naziv: Osječkopoljska i baranjska eparhija (Osječko-poljska i baranjska eparhija). Za episkopa osječkopoljskog i baranjskog Sabor Srpske pravoslavne Crkve izabrao je arhimandrita Lukijana (Vladulova), nastojatelja manastira Bođana.
Eparhija danas ima četiri arhijerejska namjesništva: Arhijerejsko namjesništvo borovsko, Osječko, Vukovarsko i Baranjsko, s 39 svećenika i 2 đakona. Ponekad se naziva i Eparhija osječkopoljska i baranjska ili Vladičanstvo osječkopoljsko i baranjsko. Osječkopoljska i baranjska eparhija graniči se na istoku s Bačkom eparhijom, na sjeveru s Budimskom eparhijom (Mađarska), na jugoistoku sa Srijemskom eparhijom, a na zapadu i jugozapadu sa Slavonskom eparhijom.
Slava Eparhije osječkopoljske i baranjske je Sveti despot Stefan Štiljanović.

## Vanjske poveznice
- Službene stranice Osječkopoljske i baranjske eparhije(srp.)